# Orangutan Foundation
Orangutan Foundation – zarejestrowana w Wielkiej Brytanii fundacja charytatywna, chroniącą zagrożone orangutany i ich naturalne środowisko: lasy tropikalne w Borneo i na  Sumatrze. Powstała w 1990 roku.  Organizacja jest członkiem Ape Alliance. Orangutan Foundation organizuje wyjazdy dla wolontariuszy, w trakcie których mogą obserwować życie tych zwierząt na wolności. Z organizacją mocno związany był Terry Pratchett.